# Setkání na oběžné dráze Měsíce

Schéma LOR

Setkání na oběžné dráze měsíce (Lunar orbit rendezvous – LOR) je koncept mise pro přistání lidí na Měsíci a jejich návrat na Zemi. Byl využíván pro mise programu Apollo v 60. a 70. letech 20. století. Během mise LOR je vynesena hlavní kosmická loď a menší lunární lander na oběžnou dráhu Měsíce. Lunární lander se poté odpojí a nezávisle sestoupí na povrch Měsíce, zatímco hlavní kosmická loď zůstává na oběžné dráze Měsíce. Po dokončení mise na povrchu Měsíce se lander vrátí na jeho oběžnou dráhu, aby se setkal a znovu připojil k hlavní kosmické lodi, poté je po přesunu posádky a nákladu odhozen. Na Zemi se vrací pouze hlavní kosmická loď.
Setkání na oběžné dráze Měsíce bylo poprvé navrženo v roce 1919 ukrajinským inženýrem Jurijem Kondratyukem jako nejekonomičtější způsob vyslání člověka na zpáteční cestu na Měsíc.

## Výhody a nevýhody

### Výhody

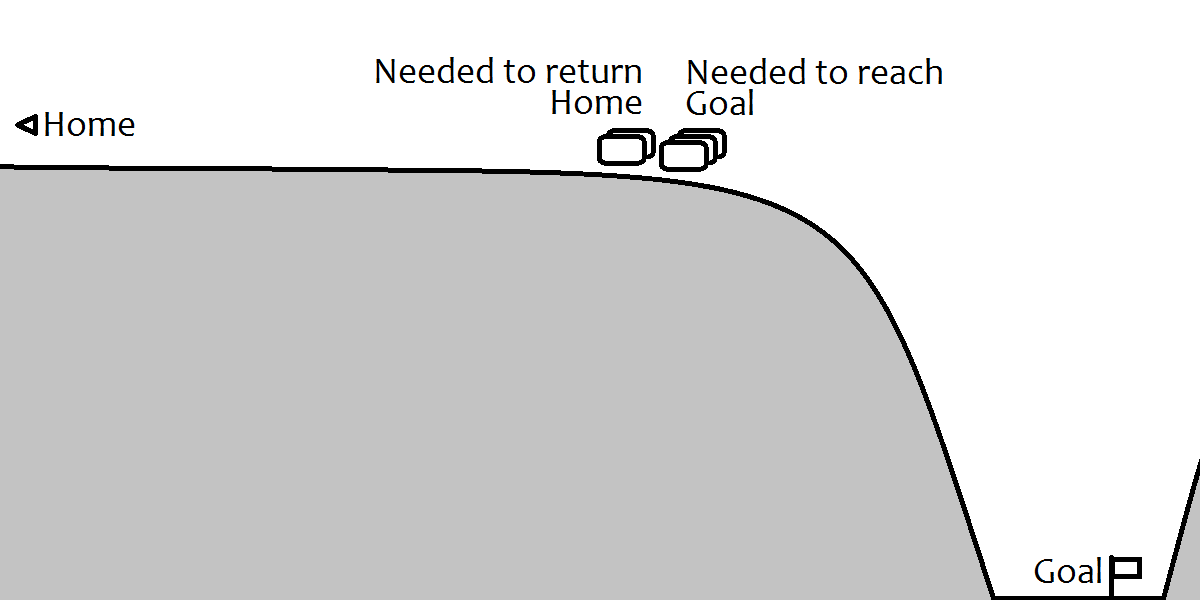
Znázornění lunární gravitační studny, ilustrující energetickou výhodnost LOR

Hlavní výhodou LOR je úspora hmotnosti kosmické lodi, protože palivo nezbytné pro návrat z měsíční oběžné dráhy zpět na Zemi nemusí být neseno jako mrtvá váha dolů na povrch Měsíce a zpět na jeho oběžnou dráhu. To má multiplikační efekt, protože na transport každého kilogramu „mrtvé váhy“ se spotřebuje několik dalších kilogramů paliva, což navíc vyžaduje také větší a těžší nádrže i motory.
Další výhodou je, že lunární přistávací modul i mateřská loď mohou být optimalizovány pro svůj účel, což vede k další úspoře hmotnosti a navíc to například umožnilo lepší výhled astronautů během přistání na měsíc – v lunárním modulu stáli a měli jasný výhled na povrch pod sebou. V CSM by museli při přistání na měsíci ležet na zádech bez možnosti vidět dolů, neboť tato poloha byla nutná pro start ze Země a opětovný vstup do atmosféry (kvůli přetížení).
Konečně druhá sada systémů podpory života, kterou lunární přistávací modul nese, může sloužit jako záloha pro systémy v hlavní kosmické lodi (což zachránilo posádku Apolla 13.

### Nevýhody
Pokud by LM nemohl z nějakého důvodu dosáhnout CSM, jeho posádka by uvízla bez možnosti dostat se zpět na Zemi. nebo přežít opětovný vstup do atmosféry.
Setkání a dokování dvou kosmických lodí bylo úspěšně demonstrováno v roce 1965 a 1966 na šesti misích Programu Gemini s pomocí radaru a palubních počítačů. Bylo také úspěšně provedeno při každém z osmi pokusů na misích Apollo.

## Výběr konceptu lunární mise pro projekt Apollo

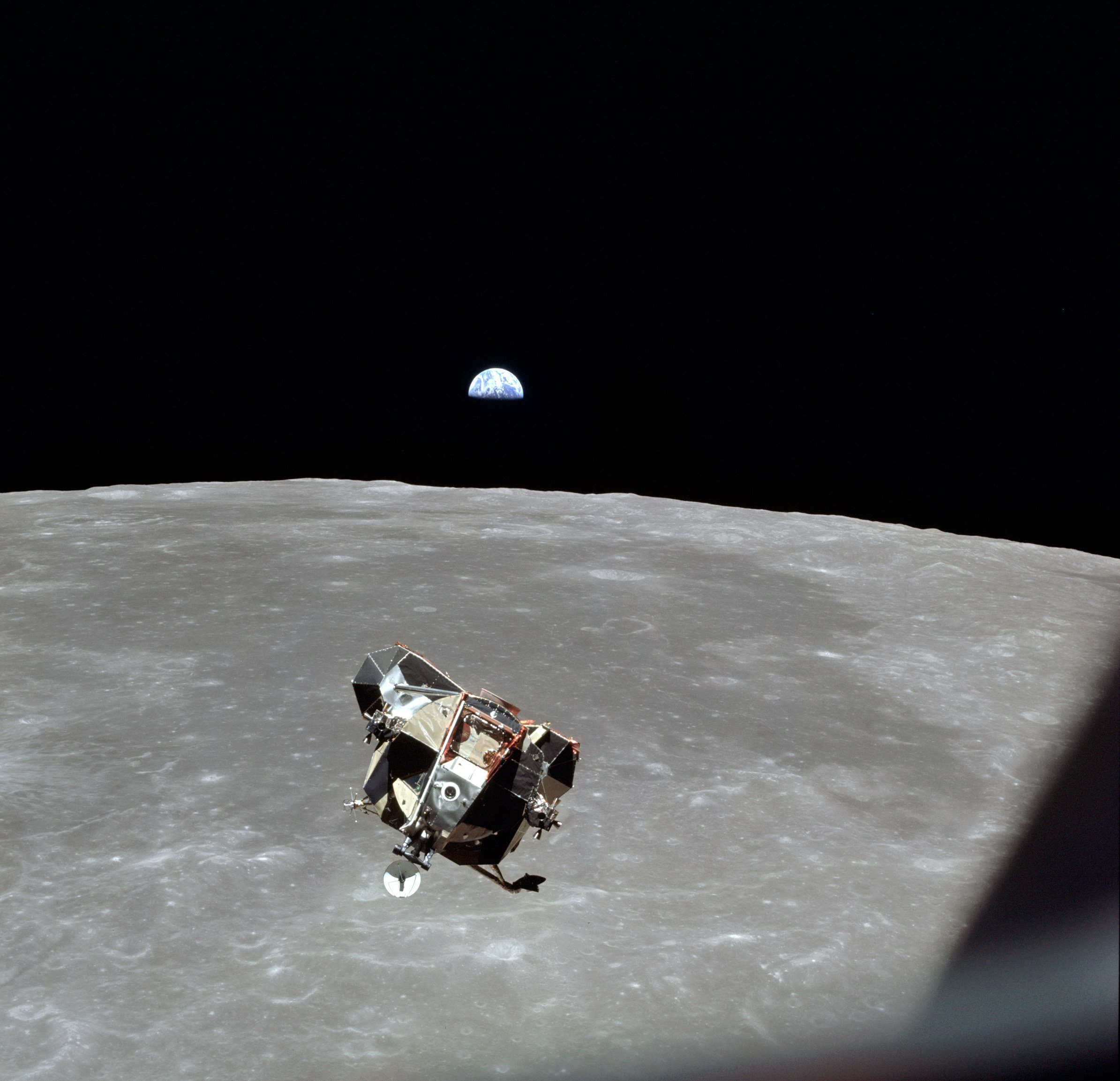
Setkání lunárního modulu Apollo 11 Eagle s velitelským modulem Columbia na oběžné dráze Měsíce

Když byl v roce 1961 zahájen program Apollo, předpokládalo se, že na povrchu měsíce bude přistávat celý velitelský a servisní modul (CSM) a ten se také celý bude vracet k Zemi. CSM by proto musel nést mnohem více paliva a musel by být vybaven velkými přistávacími nohami, které by unesly jeho váhu (CSM by musel vážit přibližně 45 tun).
Pokud by taková loď měla být vynesena k měsíci najednou, požadovaná raketa by musela být extrémně velká, ve třídě Nova. Alternativou k tomu by bylo setkání na oběžné dráze Země, při kterém by dvě nebo více raket třídy Saturn vynesly jednotlivé části kosmické lodi, které by se setkaly a spojily na oběžné dráze Země před odletem na Měsíc.
Wernher von Braun prezentoval v prosinci 1958 šéfům NASA setkání na oběžné dráze Měsíce pouze jako jednu z možností (nikoli preferovanou) dosažení Měsíce. Během roku 1959 byl zpracován kompletní plán mise využívající setkání na oběžné dráze Měsíce, který byl poté v roce 1960 Tomem Dolanem vysvětlen inženýrům a managementu NASA a studován v raných studiích proveditelnosti Apolla z roku 1960. Tento koncept vyžadoval jediný start rakety Saturn V k vypuštění CSM a menšího Lunárního modulu (LM) k Měsíci. Po dosažení oběžné dráhy Měsíce jeden ze tří astronautů zůstane v CSM, zatímco ostatní dva vstoupí do LM, odpojí se a sestoupí na povrch Měsíce. Poté použijí vzletový stupeň LM ke vzletu a opětovnému spojení s CSM na oběžné dráze Měsíce, poté LM odhodí a použijí CSM pro návrat na Zemi.
Na tuto možnost upozornil přidruženého administrátora NASA Roberta Seamanse inženýr Johnem C. Houbolt.

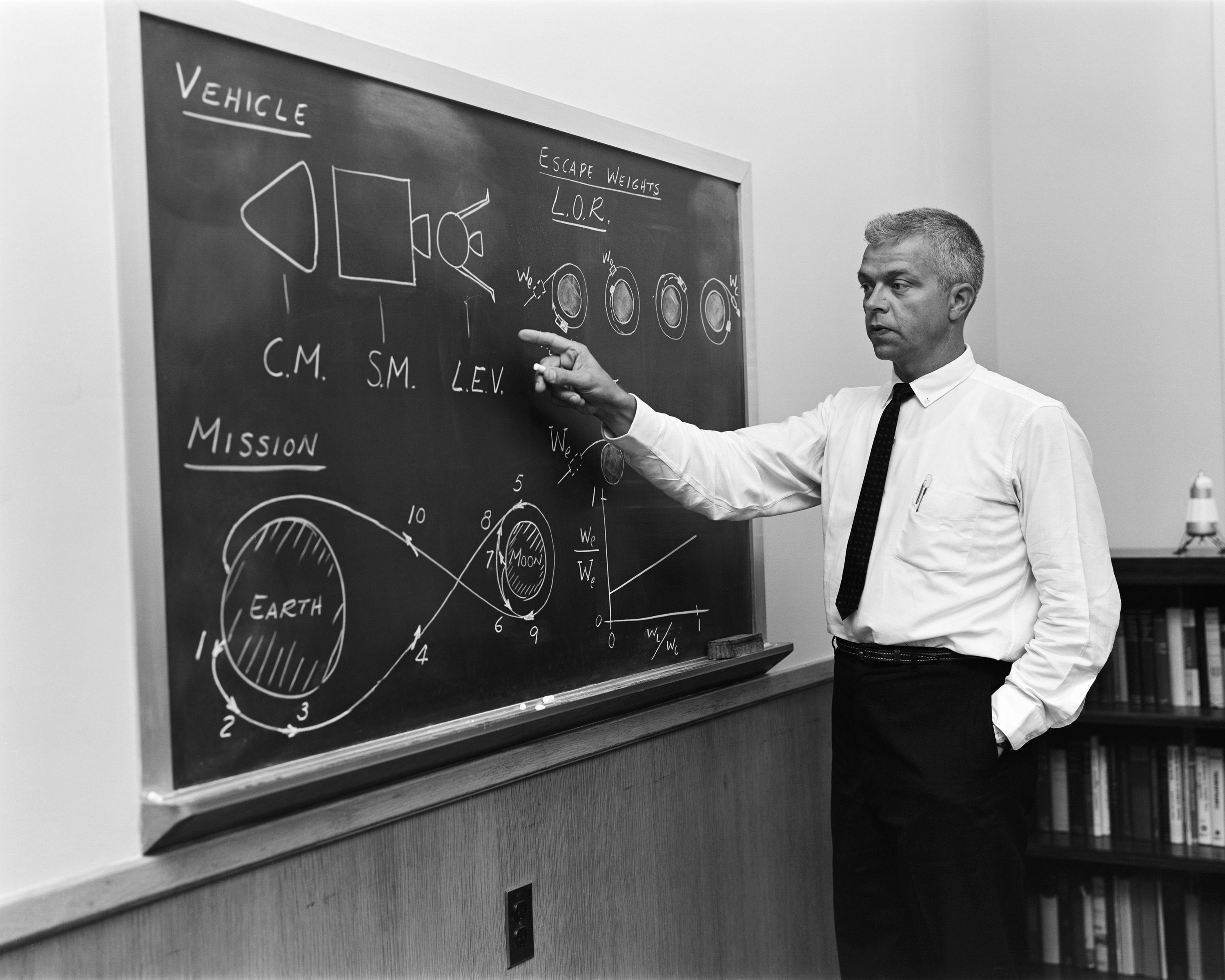
John Houbolt vysvětluje koncept setkání na oběžné dráze Měsíce

Dr. John Houbolt nedopustil, aby byly výhody LOR ignorovány. Jako člen Lunar Mission Steering Group studoval Houbolt od roku 1959 různé technické aspekty vesmírného setkání a byl přesvědčen, že LOR není jen nejschůdnější způsob, jak se dostat na Měsíc, ale také jediná možnost, jak to stihnout do konce dekády (jak slíbil prezident Kennedy). O svých zjištěních informoval NASA při různých příležitostech, ale cítil, že interní pracovní skupiny (kterým předkládal prezentace) se řídí svévolně stanovenými „základními pravidly“, což omezovalo uvažování NASA o lunární misi a způsobilo, že LOR byl vyloučen dříve, než byl spravedlivě zvážen.
V listopadu 1961 podnikl Houbolt odvážný krok v rozporu s pravidly služebního postupu a napsal devítistránkový soukromý dopis přímo přidruženému administrátorovi NASA Robertu C. Seamansovi. „Podobně jako hlas na poušti,“ protestoval Houbolt proti vyloučení LOR. „Chceme letět na Měsíc nebo ne?“ ptal se Houbolt. „Proč je obrovská těžkopádná Nova akceptována a proč je mnohem méně grandiózní schéma zahrnující LOR vyloučeno nebo postaveno do defenzívy? Plně si uvědomuji, že kontaktovat vás tímto způsobem je poněkud neortodoxní,“ připustil Houbolt, „ale to, co je v sázce, je pro nás všechny natolik zásadní, že je to oprávněné.“ 
Po dvou týdnech Seamans odpověděl na Houboltův dopis a souhlasil s tím, že „by bylo extrémně škodlivé pro naši organizaci a zemi, kdyby byl náš kvalifikovaný personál nepřiměřeně limitován omezujícími směrnicemi“. Ujistil Houbolta, že NASA bude v budoucnu věnovat LOR více pozornosti, než tomu bylo doposud.

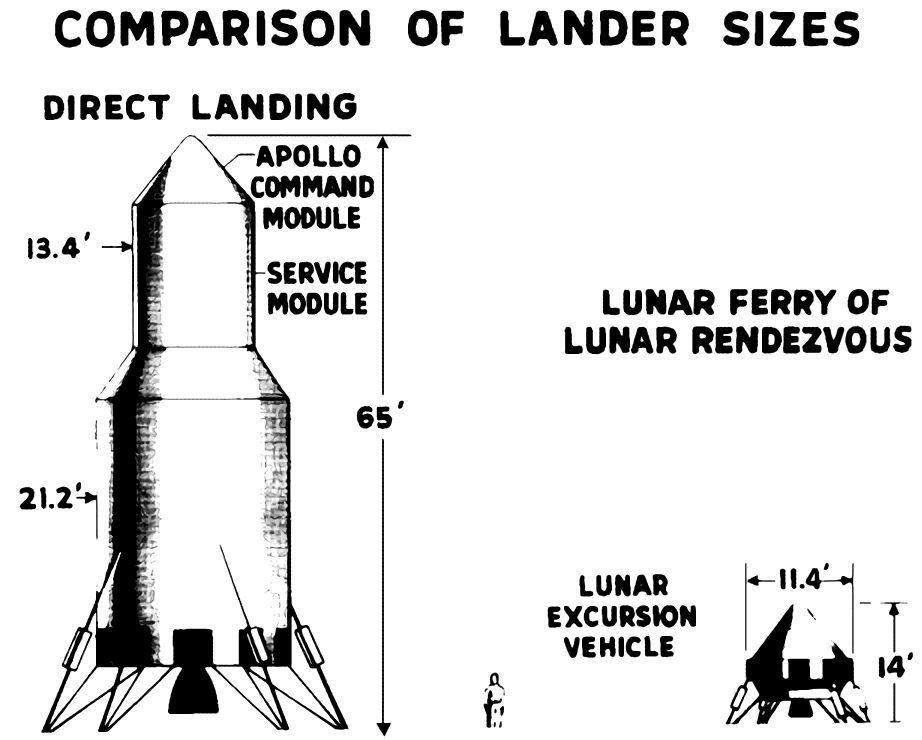
Porovnání velikostí lunárních přistávacích modulů z rané studie

V následujících měsících se to skutečně stalo a LOR se rychle stal preferovanou variantou. V jeho prospěch rozhodlo několik faktorů. Za prvé se neúnosně protahoval a prodražoval vývoj rakety Nova o průměru 15 metrů (ve srovnání s 10 m průměrem Saturnu V). Za druhé se vyskytly technické obavy z toho, jak bude takto velká kosmická loď schopna manévrovat pro dosažení hladkého přistání na Měsíci.
První hlavní skupinou, která změnila svůj názor ve prospěch LOR, byla Space Task Group Roberta Gilrutha. K ní se přidal tým Wernhera von Brauna v Marshall Space Flight Center v Huntsville, Alabama. Tyto dvě mocné skupiny přesvědčily klíčové úředníky v ústředí NASA, že LOR je jediný způsob, jak přistát na Měsíci. do roku 1969. Administrátor NASA James Webb schválil LOR v červenci 1962. Rozhodnutí bylo oficiálně oznámeno na tiskové konferenci 11. července 1962. Vědecký poradce prezidenta Kennedyho, Jerome Wiesner, zůstal pevně proti LOR.

## Další plány využívající LOR

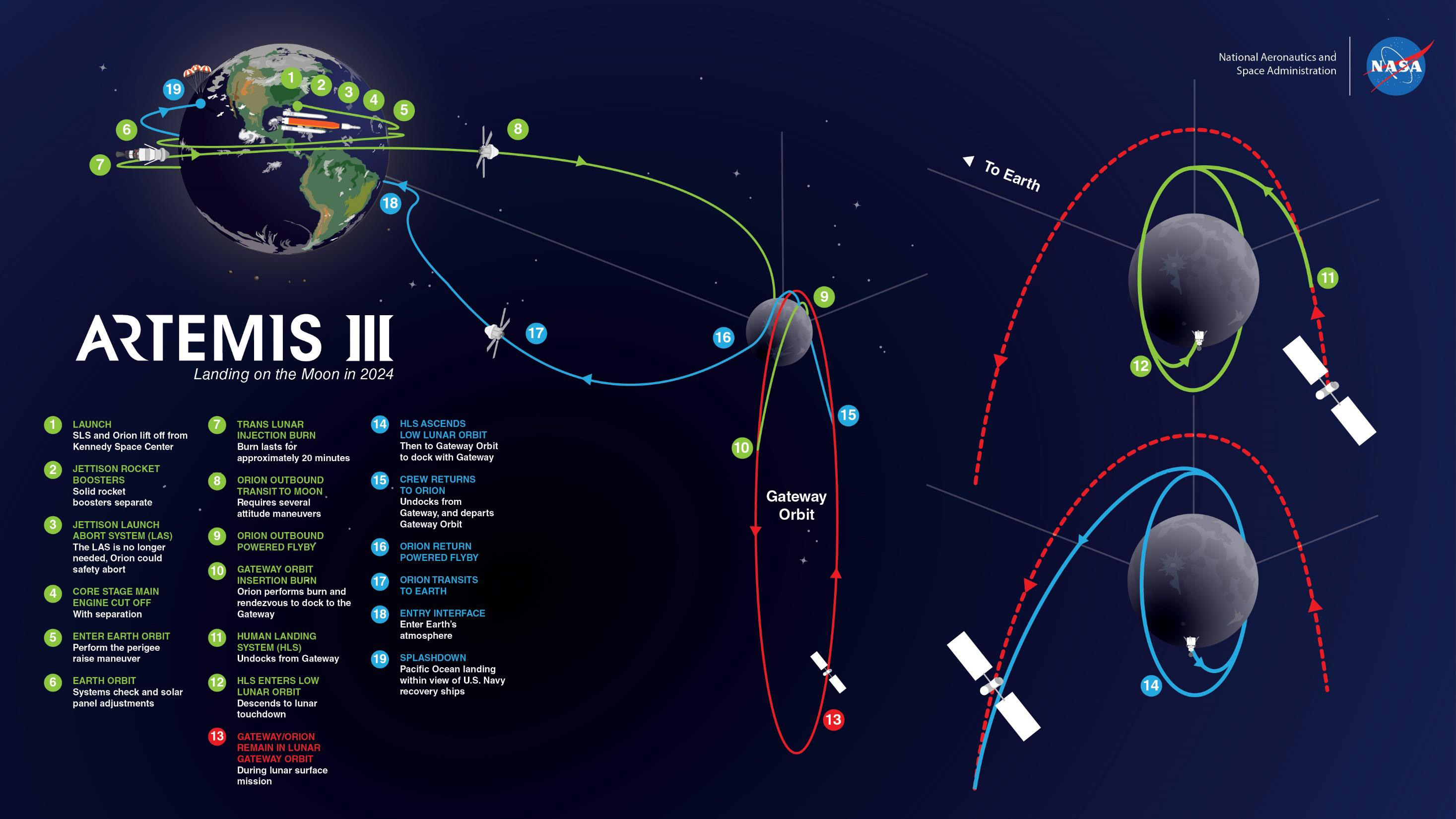
Plánovaná trajektorie Artemis 3 ilustruje použití LOR

- Navrhovaný sovětský plán přistání na Měsíc, využívající raketu N1, Lunární modul LK a Sojuz 7K-LOK, by používal podobný profil mise LOR jako Apollo.
- Program Constellation by použil kombinaci EOR a LOR pro přistání na Měsíci.
- Program Artemis plánuje použít LOR k přistání lidí v oblasti měsíčního jižního pólu.

## Ohlasy v kultuře
5. díl televizní minisérie Ze Země na Měsíc (From the Earth to the Moon) z roku 1998 v dílu „Spider“, dramatizuje první pokus Johna Houbolta přesvědčit NASA, aby přijala LOR pro program Apollo v roce 1961, a sleduje vývoj LM až po jeho první pilotovaný zkušební let (Apollo 9) v roce 1969. Epizoda je pojmenována po lunárním modulu Apolla 9.